# سيدني ميلر (موسيقي)
سيدني ميلر (بالإنجليزية: Sidney Miller)‏ هو موسيقي ومنتج أسطوانات وملحن أمريكي، ولد في 24 سبتمبر 1980 في لوس أنجلوس في الولايات المتحدة.